# Hermann von Heiligenhafen
Hermann von Heiligenhafen, latinisiert auch Hermannus de Sancto Portu (* um 1224; † nach 1284; bl. 1246–1284) war ein Mediziner und Kompilator.

## Leben
Hermann studierte in der ersten Hälfte des 13. Jahrhunderts an der Universität Paris die Artes und Medizin. Er wurde in Paris zum Magister promoviert. 1246 kam er als Reisebegleiter und Erzieher der Grafen Gerhard I. und Johann I. von Holstein (vermutlich aus Paris) nach Hamburg. Er erhielt die Pfründe der Pfarrkirche Heiligenhafen, möglicherweise als Entlohnung oder Dank für geleistete Dienste. 
Für seinen Auftraggeber Graf Adolf V. von Holstein schloss er am 19. März 1284 wiederum in Paris, wohin er als 60-Jähriger gezogen war, sein einziges überliefertes Werk ab, ein handschriftliches Kräuterbuch Herbarius communis und damit das erste Kräuterbuch des „Herbier commune“-Typ. Es ist eine Kompilation aus dem Circa instans, ergänzt um Teile des Liber diaetarum particularum von Isaac Judaeus, und dem enzyklopädischen Werk des Vinzenz von Beauvais, die durch eine Abschrift des 15. Jahrhunderts von Konrad Sluter (oder Schlüter) aus Goslar in der Universitätsbibliothek Erlangen überliefert ist.